# Conversió digital-analògica
En els sistemes digitals, la informació que s'està processant es presenta en forma binària, per actuar sobre el mitjà extern, ha de ser convertida a un valor de tensió analògica capaç de ser processada per un sistema electrònic com a element accionador.
Un exemple és la reproducció de música gravada en un disc compacte (CD). Per reproduir la música gravada en el disc compacte, ha de ser convertida en un senyal analògic i aquesta ser aplicada als altaveus, que convertiran els senyals analògics a través dels seus moviments mecànics en senyal audible.

## Conversió Digital-Analògica
El procés és realitzat per un convertidor digital-analògic (CDA). Aquest procés és justament l'invers al que realitza el convertidor analògic-digital (CAD). Partim de mostres en format digital (valors discrets), i aquestes s'han de convertir en un senyal analògic (valors continus).
El convertidor D/A associa a cada valor binari un nivell de tensió prèviament establert, i genera mostres de tensió utilitzant aquests nivells, aplicant un interval de temps constant entre mostres.
| D | C | B | A | VSAL |
| - | - | - | - | ---- |
| 0 | 0 | 0 | 0 | 0    |
| 0 | 0 | 0 | 1 | 1    |
| 0 | 0 | 1 | 0 | 2    |
| 0 | 0 | 1 | 1 | 3    |
| 0 | 1 | 0 | 0 | 4    |
| 0 | 1 | 0 | 1 | 5    |
| 0 | 1 | 1 | 0 | 6    |
| 0 | 1 | 1 | 1 | 7    |
| 1 | 0 | 0 | 0 | 8    |
| 1 | 0 | 0 | 1 | 9    |
| 1 | 0 | 1 | 0 | 10   |
| 1 | 0 | 1 | 1 | 11   |
| 1 | 1 | 0 | 0 | 12   |
| 1 | 1 | 0 | 1 | 13   |
| 1 | 1 | 1 | 0 | 14   |
| 1 | 1 | 1 | 1 | 15   |

Per a això, s'ha d'unir cada mostra amb la qual li succeeix. Aquesta unió és necessària per fer que el senyal torni a ser continu en el temps. Existeixen moltes tècniques que fan això possible. La més senzilla consisteix en mantenir el nivell de tensió d'una mostra fins que arribi la mostra següent. Altres tècniques més complexes empren la mostra actual i les mostres anteriors per predir la següent mostra.
Després d'aquest procés, el senyal encara presenta cert grau de distorsió. Per això, es sol aplicar un procés de filtrat, suavitza el senyal. Si la freqüència de mostreig i la resolució han estat apropiades, el senyal resultant serà una bona reconstrucció del senyal original.

## Convertidor Digital-Analògic (CDA)
Un convertidor digital-analògic (CDA) és un dispositiu que converteix senyals digitals amb dades binàries en senyals de corrent o de tensió analògica.
Un CDA es basa en el següent diagrama:
El registra accepta una entrada digital, només durant la durada del senyal convert. Després de l'adquisició, el registre manté constant el nombre digital fins que es rebi un altre comandament. Les sortides del registre controlen interruptors que permeten el pas de 0[V] o el valor de la font de voltatge de referència. Els interruptors donen accés a una xarxa sumadora resistiva que converteixen cada bit en el seu valor en corrent i tot seguit la suma, obtenint un corrent total. El valor total alimenta un amplificador operacional que realitza la conversió a voltatge i l'escalament de la sortida.
Cada resistència elèctrica de la branca està ajustat segons el bit que tingui a l'entrada com es mostra en el següent esquema:
Després, la tensió de sortida d'un convertidor de n bits, està donada per:
{\displaystyle v(t)={\frac {R_{f}}{R}}\left({\frac {a_{0}}{2^{n-1}}}+{\frac {a_{1}}{2^{n-2}}}+\cdots +{\frac {a_{n-1}}{2^{0}}}\right)}
On cada an representa la informació binària "0" o "1".